# Нийл Рос
Тиодорик Нийлсън „Нийл“ Рос (на английски: Theodoric Neilson "Neil" Ross) (роден на 31 декември 1944 г.) е английски озвучаващ актьор, роден в Лондон, Англия. Сега живее и работи в Лос Анджелис, САЩ. Известен е с озвучаването на американски анимации, които са базирани по продукти на Hasbro и Марвел Комикс, както и много видеоигри. Рос озвучава също и в игрални филми като „Завръщане в бъдещето 2“, „Бейб“, „Куйз шоу“ и „Да бъдеш Джон Малкович“. Говорител е на много от церемониите за наградите Еми, а от 2003 г. става говорител и на Оскарите.